# واسیلی ماژیکوف
واسیلی ماژیکوف (روسی: Василий Мажейков؛ ۱۹۴۸ – ۲۵ ژوئیهٔ ۲۰۲۰) وزنه‌بردار اهل شوروی بود.
وی در مسابقات کشوری و بین‌المللی در مجموع برندهٔ ۱ مدال نقره شده‌است.